# Mannheim
Mannheim je med največjimi mesti v nemški zvezni deželi Baden-Württemberg. Z več kot 300.000 prebivalci je drugo največje mesto v deželi za Stuttgartom in pred Karlsruhejem in je univerzitetno mesto. Leži okoli 70 km južno od Frankfurta ob Majni, ob izlivu reke Neckar v Ren. Nekdanje stanovanjsko mesto (1720–78) volilnega Palatinata z baročno palačo, enim največjih palačnih kompleksov na svetu, tvori gospodarsko in kulturno središče metropolitanske regije Ren-Neckar z več kot dvema milijonoma prebivalcev.

## Geografija
Mannheim leži v severnem območju Zgornjega Porenja ob sotočju rek Neckar in Ren. Okrožja so razporejena na desnem bregu Rena na obeh straneh reke Neckar.
Mesto je v metropolitanski regiji Ren-Neckar z 2 in pol milijoni prebivalcev, ki vključuje dele južnega Hessna in Porenje-Pfalško Vorderpfalz v Baden-Württembergu, dve mestni okrožji Mannheim in Heidelberg ter zahodni in južni skupnosti kroga Rhine-Neckar.
Znotraj regije Rhine-Neckar tvori Mannheim regionalno središče poleg Heidelberga, od katerega je bilo v skladu z državnim razvojnim načrtom iz leta 2002 skupno določenih 14 za ves Baden-Württemberg. Mannheim predstavlja  regionalno stredišče za občine Edingen-Neckarhausen, Heddesheim, Ilvesheim in Ladenburg. 
Najbližja večja mesta so Frankfurt na Majni, približno 70 kilometrov severno, Karlsruhe, približno 50 kilometrov jugozahodno in Stuttgart, približno 95 kilometrov jugovzhodno.
Mannheim je zaradi svoje lege neposredno na deželni meji Baden-Württemberg s Porenje-Pfalško in Hessnom edino večje mesto v Nemčiji, poleg mesta Hamburga, ki neposredno meji na dve državi.
V mestu Mannheim obstaja devet naravnih rezervatov. To pomeni da je 699,4 ha urbanega območja zavarovanega z naravo, kar je 4,8 %.

### Podnebje
Zaradi svoje lege v dolini Zgornjega Porenja, zaščitenega s Pfalškim gozdom in Odenwaldom, ima Mannheim po srednjeevropskih standardih zelo milo podnebje. Med letoma 1971 in 2000 so meritve na klimatski postaji DWD v Mannheim-Vogelstangu pokazale povprečno temperaturo 10,5 °C. Najtoplejši mesec je julij s povprečno temperaturo 19,9 °C, najhladnejši januar z 1,8 °C. Temperature nad 30 °C sredi poletja niso redkost. Najvišja vrednost je bila izmerjena 7. avgusta 2015 pri 39,8 °C (meritev vremenske postaje DWD, zasebna vremenska postaja v Mannheim-Seckenheimu je 8. avgusta 2003 pokazala 40,1 °C).
Presenetljiva je nizka količina padavin v Mannheimu za zahodno Nemčijo. V enem letu pade povprečno le 668 mm padavin. Vrhunec je spet julij. Naklonjena Renu in Neckarju, zlasti jeseni se lahko pojavi megla. Dve reki in poplavne pokrajine na Renu zagotavljajo tudi nadpovprečno vlažnost, ki lahko zlasti sredi poletja povzroči zatirajočo, bioklimatsko stresno vlago.

## Zgodovina

### Začetki
Opekarna, ki je bila izkopana leta 1929 v okrožju Seckenheim in je delovala od leta 74 našega štetja do začetka 2. stoletja, dokazuje naselbino v rimskih časih.
Vas Mannenheim (= dom Manna) je bila prvič omenjena v kodeksu Lorscha leta 766.
S številnimi donacijami v kratkem času je samostan Lorsch prejel 160 ½ dni hektarjev, kar ustreza zaslužku sena srednje velikega kraljevega dvora.
Leta 1284 je Mannheim pripadel Palatinskemu grofu blizu Rena od hiše Wittelsbach. Carinski grad Eichelsheim, zgrajen leta 1349 na današnjem Lindenhofu, je pridobil regionalni pomen in zahteval plačilo od renskih čolnarjev. Leta 1415 je bil v njem odstavljeni protipapež Janez XXIII. ujet po ukazu cesarja Sigismunda. Z zmago v bitki pri Seckenheimu leta 1462 nad vojsko svojih zavezniških nasprotnikov, württemberškega grofa, badenskega mejnega grofa in metškega škofa, je volilni knez Friedrich von der Pfalz »Zmagoslavni« vzpostavil pfalško nadoblast v srednjem Zgornjem Renu. Leta 1566 je bil Mannheim s približno 700 prebivalci ena največjih vasi v Oberamt Heidelbergu.

### Nastanek mesta
Mannheim je dobil mestne privilegije 24. januarja 1607, potem ko je 17. marca 1606 volilni knez Friedrich IV. Pfalški položil temeljni kamen za gradnjo trdnjave Friedrichsburg. Ohranjeno je takratno načrtovanje mreže cest v obliki mreže, ki je povezano s trdnjavo. Med tridesetletno vojno (1618-1648), v kateri se je Mannheim boril na strani protestantske unije, so ga leta 1622 prvič uničile čete. Vojna in epidemije so povzročile resne izgube prebivalstva v Mannheimu, ki je leta 1618 štel okoli 1200 prebivalcev. Ko se je volilni knez Karl Ludwig von der Pfalz leta 1649 vrnil v volilni palatinat, je našel državo, ki je zaradi vojnega uničenja v veliki meri izpraznjena in gospodarsko uničena. Novi regent se je odločno zavzemal za obnovo Mannheima, ki je bil izbran za središče industrije in trgovine v volilnem palatinatu zaradi njegove ugodne lege ob izlivu Neckarja v Ren. V Pfalški nasledstveni vojni so Mannheim leta 1688 osvojile francoske čete in ga marca 1689 popolnoma uničile, prebivalstvo pa izgnale. Po tem uničenju je bil volilni knez Johann Wilhelm v veliki meri odgovoren za ponovno obnovo. Že pred sklenitvijo mirovne pogodbe je volilni knez leta 1697 napisal razglas, v katerem je ukazal obnovo mesta in prosil begunce, naj se vrnejo. Po začetku obnove se je prebivalstvo dokaj hitro spet povečalo.

### Rezidenčno mesto volilnega palatinata
Leta 1720 je volilni knez Karl Filip preselil svoj dvor iz Heidelberga v Mannheim in začel graditi palačo (dokončana leta 1760 skupaj z jezuitsko cerkvijo). Mannheim je postal rezidenca volilnega Palatinata in za mesto, ki ima 25.000 prebivalcev, se je začelo veličastno obdobje sijaja, ki je trajalo le 58 let.
Palatinski dvor je spodbujal umetnost in glasbo, znanost in trgovino. V Mannheimu so ostali Goethe, Schiller in Lessing, prav tako Mozart.
Leta 1778 je volilni knez Karl Teodor preselil svojo rezidenco v München, da bi lahko sprejel svojo bavarsko dediščino. V Mannheimu se je začelo gospodarsko in kulturno prelivanje krvi.
V središču mesta se je ohranil mrežast ulični sistem z bloki hiš namesto ulic, ki je bil takrat urejen za mesto Mannheim, ki je bilo povezano s trdnjavo. Od tod izvira ime Quadratestadt.

### Industrijsko mesto Baden
Leta 1795 so mesto zasedli Francozi, nato pa so ga ponovno zavzele avstrijske čete. Leta 1803 je Mannheim dokončno izgubil svoj politični položaj: med Reichsdeputationshauptschluss je mesto pripadlo Badnu, v katerem je imelo – geografsko potisnjeno na severozahodni rob – le še status obmejnega mesta.
Med podnebno katastrofo v »letu brez poletja« 1816, ki jo je povzročil izbruh vulkana Tambora in povzročil stradanje in pogin konj, je Karl Drais izumil dvokolesnik in s tem mehaniziral zasebni prevoz. Leta 1828 je bilo odprto pristanišče v Renu, leta 1840 pa prva badenska železniška proga od Mannheima do Heidelberga. Zaznamovan z gospodarskim vzponom buržoazije, je Mannheim postopoma znova začel cveteti. V marčni revoluciji leta 1848 je bilo mesto središče političnega in revolucionarnega gibanja. Leta 1865 je Friedrich Engelhorn ustanovil Badische Anilin und Soda-Fabrik (BASF), ki je bila kasneje premeščena v Ludwigshafen. Tovarna barv je postala največje kemično podjetje na svetu. Leta 1880 je Werner von Siemens v Mannheimu predstavil prvo električno dvigalo na svetu. Leta 1886 je Carl Benz patentiral svoj velociped, ki ga je poganjal plinski motor. Leta 1909 sta Karl Lanz in Johann Schütte ustanovila podjetje Schütte-Lanz, ki je skupaj zgradilo 22 zračnih ladij. Podjetje je bilo glavni konkurent tovarni Zeppelin. Andreas Flocken, ki je leta 1888 izumil prvi nemški električni avtomobil, je delal tudi v tovarni kmetijskih strojev Heinrich Lanz AG.
Po prvi svetovni vojni je Heinrich Lanz AG predstavil Bulldog, najuspešnejši traktor na težko kurilno olje. Dizelski motor s predkomoro, ki ga je izumil Prosper L'Orange v Mannheim Motor Works, je leta 1923 nadalje razvil Benz & Cie in postal prvi dizelski motor za kompaktna vozila na svetu. Leta 1922 je začela obratovati velika elektrarna Mannheim. Leta 1924 je Hugo Stotz prejel patent za izum odklopnika. Leta 1929 je Julius Hatry iz Mannheima konstruiral prvi raketoplan na svetu.
Okoli leta 1930 je imelo mesto skupaj s pobratenim mestom Ludwigshafen, ki se je razvilo iz starega Rheinschanze v Mannheimu, 385.000 prebivalcev. 
Mannheim je veliko mesto od leta 1896, zdaj pa je pomembno industrijsko in trgovsko mesto, univerzitetno mesto in pomembno prometno središče med Frankfurtom na Majni in Stuttgartom, vključno s vozliščem ICE, drugo največjo ranžirno postajo v Nemčiji in eno najpomembnejših celinskih pristanišč v Evropi.
Standardi za globalno zbiranje vremenskih podatkov so bili tu vzpostavljeni že v 18. stoletju. To vključuje dnevne ure za merjenje, znane kot Mannheimska ura.
V Mannheimu je bil že leta 1868 podpisan revidirani zakon o plovbi po Renu z dne 17. oktobra 1868, v katerem so se vse nemške države in Francija izrekle za brezcarinsko plovbo po Renu. Ta pogodba je danes znana tudi kot Mannheimski akt.

## Znamenitosti
Z narodnim gledališčem Mannheim, znanim kot Schillerbühne, Kunsthalle Mannheim, muzeji Reiss-Engelhorn in Technoseumom, je Mannheim nacionalno pomembna gledališka in muzejska lokacija. 
Pop akademija Baden-Württemberg in živahna glasbena scena sta Mannheim tudi pomembno središče nemške pop glasbe. 
Mannheim je od leta 2014 Unescovo mesto glasbe. Hkrati pa je sodobno nadaljevanje Mannheimske šole, ki je sredi 18. stoletja v Mannheim pripeljala številne glasbenike (tudi Wolfganga Amadeusa Mozarta) in obogatila takratno glasbeno sceno.
Mannheim je znan tudi po svoji univerzi (Universität Mannheim), ki je ena najboljših poslovnih univerz v Nemčiji in vedno znova prejema najvišje ocene iz poslovne administracije. Mannheim ima zvezno univerzo z oddelkom za vojaško upravo, glasbeno univerzo, dvojno univerzo, univerzo Zveznega zavoda za zaposlovanje in medicinsko fakulteto Univerze v Heidelbergu.
- Narodno gledališče Mannheim
- Kunsthalle
- Multihalle v Herzogenriedpark
- Tehnični muzej
- Muzej Zeughaus v C5

## Pobratena mesta
Mannheim vzdržuje mestno partnerstvo z naslednjimi mesti:
- Združeno kraljestvo Swansea, od 1957
- Francija Toulon, od 1959
- Nemčija Berliner Bezirk Charlottenburg-Wilmersdorf, od 1961
- Kanada Windsor (Ontario), Kanada, od 1980
- Nemčija Riesa, od 1988
- Moldavija Chișinău, od 1989
- Poljska Bydgoszcz, od 1991
- Litva Klaipeda (od 1923: dt. Memel), Litva, od 2002 (Sponzorstvo z Memelom obstaja od 1915)
- Ljudska republika Kitajska Zhenjiang, od 2004
- Izrael Haifa, od 2009
- Ljudska republika Kitajska Qingdao, od 2016[11]
- Ukrajina Černowic, od 2022[12]

Obstajajo tudi sporazumi o prijateljstvu (1989) z El Viejo v Nikaragvi in (2011) z Beyoğlu, mestnim okrožjem Carigrada. Decembra 2013 sta Mannheim in Hebron (avtonomna palestinska ozemlja) sklenila sporazum o sodelovanju, ki je sprva veljal dve leti.